# Reblochon
De reblochon is een Franse kaas, een gewassenkorstkaas. De kaas wordt geproduceerd in Haute-Savoie, het Alpengebied in Frankrijk bezuiden Genève en het meer van Genève.
De reblochon stamt uit de 13e eeuw. De geschiedenis van de naam van de kaas ligt in het feit dat in die tijd de alpenboer een proportioneel deel van zijn melk moest afstaan aan de eigenaar van de weide. Wanneer de eigenaar kwam, dan werd het vee niet volledig gemolken. Na inlevering van de verplichte hoeveelheid en na het vertrek van de controleurs werd het vee opnieuw gemolken (reblocher) en van die melk werd de reblochon gemaakt.

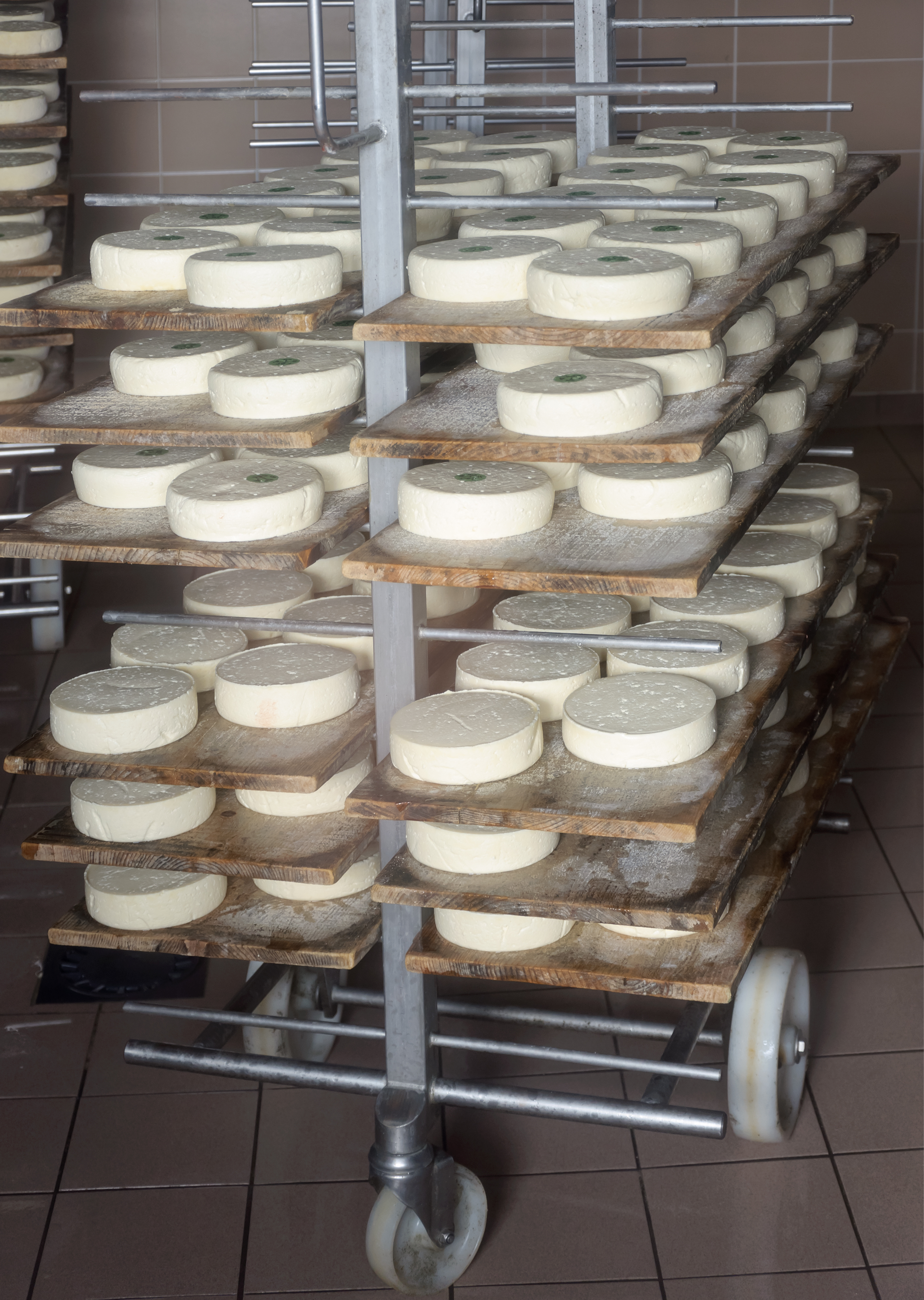
Reblochon fermier

De kaas heeft het AOC-keurmerk gekregen. De melk die voor de kaas gebruikt mag worden, is uitsluitend afkomstig van de bergkoeien van de rassen abondance, tarine, of montbéliarde. De controle voor het keurmerk strekt zich uit over alle fasen, van het voeden van de koeien tot de verkoop van de kaas. Er zijn twee typen reblochon, de reblochon fermier (groen merk) en de reblochon fruitier (rood merk). De reblochon fermier wordt in de bergen gemaakt, of in de boerderijen in de vallei van Thônes, de reblochon fruitier kan gemaakt worden in het hele AOC-gebied (vrijwel heel Haute-Savoie en één vallei in Savoie).
De reblochon wordt gemaakt van volle rauwe koemelk. Na het melken wordt de melk in koperen ketels verwarmd tot zo’n 33 °C en in ongeveer drie kwartier gestremd. De wrongel wordt gesneden in stukjes ter grootte van een rijstkorrel, en na uitlekken in de met kaasdoek bedekte vormen gedaan. In de vormen wordt met een gewicht van 2,5 kg het vocht er verder uitgeperst. Uit de vormen gehaald wordt de kaas gezouten in een pekelbad en 4 tot 5 dagen in de eerste rijpingskamer gezet. De kaas rijpt hier bij een temperatuur van 16-18 °C. De kaas wordt regelmatig gewassen en gekeerd (eens per 2 dagen). Vervolgens volgt de tweede rijping van 2 tot 3 weken in een rijpingskelder bij 12 °C, op planken van de plaatselijke dennen.
Het resultaat is een kaas met een zachte, ivoorkleurige kaasmassa en een saffraangele korst.
Een populair gerecht met reblochon is tartiflette.